# Giusto Dacci
Giusto Severo Pertinace Dacci (né le 1er septembre 1840 à Parme – mort le 5 avril 1915 à Parme) est un compositeur et pédagogue italien.

## Biographie
En 1851, il a commence ses études à l'École royale de Musique de sa ville natale. Il a été l'élève pour le piano de Riccardo Grunter et Giovanni Rossi et il a obtenu son diplôme en 1860 avec les honneurs. En janvier 1862 est mort le professeur de piano et Dacci a été nommé suppléant jusqu'en 1864, quand il est devenu professeur d'harmonie. En 1875, il a été nommé directeur et professeur de composition. En 1888, à l'occasion de la suppression de l'école et de la fondation du Conservatoire actuel, Dacci a conservé son poste d'enseignant et Giovanni Bottesini en est devenu le directeur.
Parmi ses élèves, on compte Arturo Toscanini.

## Œuvres
- Sinfonia a grand'orchestra intitulée La Ridda (publiée à Florence, 1868)
- Beaucoup de musique pour piano, dont des fantaisies sur des thèmes d'opéras de Verdi, mais aussi de V. Bellini, Donizetti, G. Meyerbeer, Gounod, J. Halévy, E. Petrella, A. Ponchielli, F. Marchetti, CA Gomes, souvent rassemblées en collections, et en partie à des fins éducatives.

### Traités didactiques et théoriques
- Dacci a publié une méthode complète de solfège, encore largement connue et utilisée.
- Grammatica musicale, Udine 1867;
- Il musicista perfetto. Trattato teorico-pratico per lettura e divisione musicale, Milan s. d.;
- Trattato teorico-pratico di armonia, ibid. s. d.;
- Dell'unific. dei programmi d'insegnamento in tutte le scuole e i conserv. del Regno, Rome 1881;
- Cenni storici e statistici intorno alla R. Scuola di musica in Parma dal giorno 2 maggio 1818 (epoca della sua origine) a tutto l'anno scolastico 1886-87, Parme 1888